# ویلیام هون

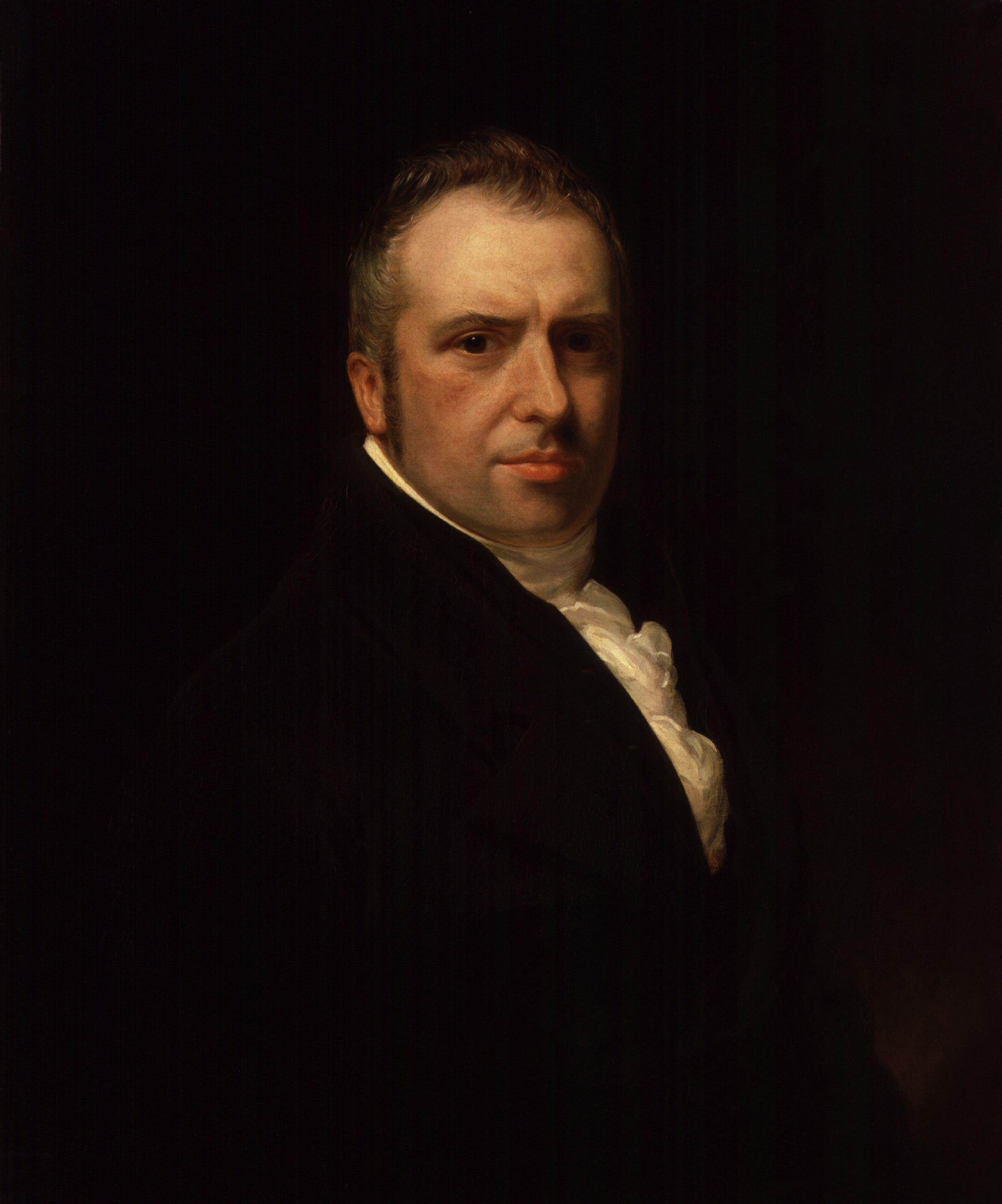

ویلیام هون (William Hone) روزنامه‌نگار رادیکال و طنزنویس انگلیسی سوم ژوئن سال ۱۷۸۰ به دنیا آمد و ۶۲ سال عمر کرد.
دولت و کلیسا از زخم طنزهای هون در امان نماندند. وی برای تأمین آزادی مطبوعات انگلستان تلاش بسیار کرد. معروفترین تألیف او «کتاب هرروزه» (Every-Day Book) است.